# Thanatus rubicellus
Thanatus rubicellus es una especie de araña cangrejo del género Thanatus, familia Philodromidae. Fue descrita científicamente por Mello-Leitão en 1929.

## Distribución
Esta especie se encuentra en Canadá y los Estados Unidos.